# Pingströrelsen i Norge
Pingströrelsen (Pinsebevegelsen) i Norge är en gemenskap av 280 fria församlingar med sammanlagt 32 000 döpta medlemmar.
Den norska pingströrelsen bedriver humanitär verksamhet och mission i ca 30 olika länder.
Den största gemensamma verksamheten i Norge är Evangeliesenteret, en norsk motsvarighet till svenska LP-verksamheten.

## Lära
Pingströrelsen hävdar Bibeln som enda rättesnöre i teologiska frågor.
Troendedop och andedop praktiseras.

## Historia
Metodistpastorn Thomas Ball Barratt återkom 1906 till Kristiania från en resa till USA, där han blivit berörd av väckelsen på Azusa Street. Han delade sin egen erfarenhet av andedopet och innan nyåret 1907 hade  10 personer blivit andedöpta.
Därefter spred pingstväckelsen sig som en präriebrand ut över landet. På sør- och østlandet,  speciellt i Telemark fylke bildades nya församlingar i rask takt.
Fram till andra världskriget grep väckelsen omkring sig i Norge, både inom de tidigare trossamfunden och inom den framväxande pingströrelsen.
1937, trettio år efter väckelsens genombrott, fanns det 16 783 pingstvänner i Norge. 
Vid 50-årsjubileet 1957 hade antalet växt till 26 474 i 249 pingstförsamlingar.
Sedan dess har väckelsen stagnerat vilket lett till att nya väckelserörelser, som Maran Ata, Troens Bevis och norska trosrörelsen, vuxit fram och skapat liknande spänningar som den pingströrelsen tidigare skapade inom de etablerade norska trossamfunden.